# Louise Hoffsten
Anna Viktoria Louise Hoffsten (Linköping, 1965. szeptember 6. –) több műfajt átölelő, de különösen rock, blues, folk és pop műfajban működő svéd dalszerző, zenész és énekes.

## Élete
Louise Linköpingben született és nevelkedett. Apja, Gunnar Hoffsten zenekarvezető, aki trombitán és zongorán játszott egy dzsessz zenekarban.
Már Hoffsten első felvételein összeszövődnek a rock, a folk és blues hatások, ugyanakkor időnként elmegy a R'n'B és dzsessz területére is. Mint sok blues énekes, ő is játszik szájharmonikán, ami visszatérő hangszer a dalaiban. Vitathatatlanul a legismertebb és legelismertebb női blues énekes Svédországban. Svéd blueskirálynő-nek is titulálják. Hazájában sok rajongója van és számos díjat nyert. A svéd posta által 2004-ben kiadott bélyegsorozat Rock 54-04, egyik bélyege (8.) Louise Hoffstent ábrázolja.
1996-ban Louise-t sclerosis multiplexszel diagnosztizálták, de a komplikációk és az alkalmi depressziók ellenére (ami tükröződik a Blues könyvben és mellékelt CD felvételeiben), továbbra is ír, zenél és turnézik.
Részt vett a 2013-as svéd válogatón az Eurovíziós Dalfesztiválra (Melodifestivalen) a "Only the Dead Fish Follow the Stream" („Csak a döglött halak követik az áramlatot”) című dallal. Jelenleg a családjával Enskede-ben (Stockholm község) lakik.

## Díjak
- Ulla Billquist-ösztöndíj (1991)
- Grammis (1993)
- SKAP-stipendium 1993
- Rockbjörnen, az év legjobb női művésze (1993)
- Karamelodiktstipendiet (1996)
- Díj a Truxa emlékalapítványtól (1998)
- Cornelis Vreeswijk-ösztöndíj (2001)
- Rolf Wirtén kultúra díj (2004)
- Thore Ehrling-ösztöndíj (2004)
- TCO kultúra díj (2004)
- Díszdoktor a Linköpingi Egyetemen (2005)
- Evert Taube ösztöndíj (2010)
- Ejnar Westlings minnesfond 2014
- Fjellis díj (2016)
- Olle Adolphson emlékdíj (2020)
- Åmåls Blues Fest Award (2023)

## Legismertebb dalai
- The seduction of Sweet Louise (1987)
- Let the best man win (1993)
- Hit me with Your Lovething (1993)
- Never Gonna Be Your Lady (1993)
- Nice Doin' Business (1995)
- Dance On Your Grave (1995)

## Filmszerep
- 1989-ben szerepelt az 1939 című filmben.

## Diszkográfia

### Albumok
- 1987 Genom eld och vatten
- 1988 Stygg
- 1989 Yeah, Yeah
- 1991 Message of Love
- 1993 Rhythm & Blonde
- 1995 6  (sex)
- 1996 Kära du
- 1997 Courtstone Blues (A Blues könyv CD melléklete)
- 1999 Beautiful, But Why?
- 2002 Collection 1991-2002
- 2003 Louise Hoffsten live med Folkoperans orkester
- 2004 Knäckebröd Blues (Courtstone Blues remix)
- 2005 From Linköping to Memphis
- 2007 Så speciell
- 2009 På andra sidan Vättern
- 2012 Looking For Mr. God
- 2014 Bringing Out The Elvis
- 2015 L
- 2017 Röster ur mörkret
- 2022  Crossing the border

### Válogatáslemez
- 2002 Collection 1991-2002

### Live album
- 2003: Louise Hoffsten live med Folkoperans Orkester

### Kislemez
- 2013 Only the Dead Fish Follow the Stream (Melodifestivalen 2013)
- 2015 My Dignity
- 2018 Lovesick
- 2019 Tease Me

## Könyvek, CD-k, DVD-k

### Könyvek
- 2015: En näve grus (Egy marék kavics) (társszerző Lena Katarina Swanberg)

### Egyéb
- 1997: Blues (könyv + CD)
- 1998: Tilde & Tiden (Egy gyermek története - hangoskönyv)

### Filmzene
- 1996 A csendestárs című filmben, a "Nice Doin' Business" dal

## Fordítás
- Ez a szócikk részben vagy egészben  a   Louise Hoffsten című svéd Wikipédia-szócikk fordításán alapul.  Az eredeti cikk szerkesztőit annak laptörténete sorolja fel. Ez a jelzés csupán a megfogalmazás eredetét és a szerzői jogokat jelzi, nem szolgál a cikkben szereplő információk forrásmegjelöléseként.
- Ez a szócikk részben vagy egészben  a   Louise Hoffsten című angol Wikipédia-szócikk fordításán alapul.  Az eredeti cikk szerkesztőit annak laptörténete sorolja fel. Ez a jelzés csupán a megfogalmazás eredetét és a szerzői jogokat jelzi, nem szolgál a cikkben szereplő információk forrásmegjelöléseként.